# Svartnö
För andra betydelser, se Svartnö (olika betydelser).
Svartnö är en ö i Stockholms norra skärgård. Ön ligger mellan Humlö och ön Furusund, cirka 13 kilometer från Penningby vägskäl. Östra halvan benämns Eknö. Eknö var förut en egen ö, men genom landhöjning och igenslamning av den trånga och grunda passagen, kallad Eknöströmmen och Eknösundet i äldre tider, hör de båda nu ihop.
Stränderna är ofta steniga och vasstäckta med undantag på ett fåtal vikar. Ön är väldigt långgrund på sina ställen så försiktighet vid segling nära stranden är att rekommendera. På sina ställen finns klippor för solbadare. Dock kan dessa vara svåra att nå, då stigar saknas. Ön har ett livligt djur och växtliv, bland annat älg, rådjur, havsörn, rödräv och gråsäl. Lodjur och vildsvin kan även siktats då och då. Bland växterna märks bland annat orkidéarten Adam och Eva, samt stora bestånd av matsvampar.
På sydvästra delen av ön ligger Svartnö by söder om vägen ut mot Furusund. I början av 1900-talet bestod Svartnö by av sju bebyggda brukningsdelar med cirka 7,5 ha åker vardera. Enligt den geometriska jordeboken utförd på 1600-talet var åkerarealen cirka 12 tunnland, vilket innebär att en kraftig uppodling skett fram till 1900-talet. Detta är en by som trots all fritidsbebyggelse har bevarat sin karaktär av bondeland och här finns fortfarande djur i beteshagarna, om än i en liten skala. Bebyggelsen består av en rad byggnader som tillsammans ger en enhetlig bild, trots att de enskilda husen byggts om och förändrats. Hägnader, vägnät samt åker och hagmark bidrar till att ge miljön dess karaktär.
År 1945 invigdes bilväg från fastlandet till Svartnö, som en del av Sju strömmars väg, med bron Svartnöbron. Den kompletterades 1953 med en vägbank, Furusundsbron, från Eknö på Svartnö till Furusund. Vägen skulle kosta 650 000 kronor och 80 procent av detta kom från direktören Carl Smitts testamente, för främjande av bilvägar i Stockholms skärgård via Kungliga Automobilklubben. Priset slutade på 850 000 kronor och staten sköt till den överstigande summan. Svartnöbron var anpassad för att en cykel och en buss eller mindre lastbil skulle kunna mötas. En ny bro invigdes 1986.
Det var på Svartnö som Hugo Alfvén i sin ungdom tillbringade några somrar på den gård där också August Söderman, en annan äktsvensk musiker, hade bott före honom. Det var också på Svartnö som Hugo Alfvén skrev grunden till Midsommarvaka, Svensk Rapsodi nr 1 för stor orkester, op 19. Han har själv, i texten Bondbröllop på Svartnö, beskrivit hur han inspirerats av dansmusiken under bröllopet mellan Bondsonen Axel Leonard Eriksson och Augusta Matilda Olsson, som han var gäst på 1894. Brudparets barnbarn bor fortfarande kvar på ön (2015).
År 2010 gick de boende i Svartnö by ihop och bildade Svartnö Byskolas intresseförening, för att tillsammans försöka bevara den gamla byskolan och skapa en gemensam mötesplats. Skolan är unik, eftersom den är i original från skolstarten 1879 och sedan sista eleven gick ut 1939 har skolan i princip stått helt orörd. Idag fungerar skolan som en mötesplats för de boende men under sommaren ordnas också aktiviteter för allmänheten.
På Eknösidan av ön finns ett antal små jord- och skogsbruk samt en taxistation. En fritidsbåtshamn och mindre varv ligger bredvid Furusundsbron. Förut fanns här ett större jordbruk benämnt Eknö gård, men marken har avstyckats och sålts, efterhand som tomträtter blivit attraktivare. Innan bron till Furusund byggdes fanns vid Skeppsudden på Eknösidan en färjeförbindelse till Furusund, Yxlan och Blidö, samt en ångbåtsbrygga.
Nu finns det inget av den gamla bryggan kvar och på platsen är det nu en mindre snickeriverksamhet. Skog, gamla betesängar och halvt igenvuxna kalhyggen dominerar denna del av ön.
| Svartnöbron. |  | Högmarsö linfärja på Svartnö färjeläge. |
| Svartnöbron. |  | Högmarsö linfärja på Svartnö färjeläge. |